# Soyouz 1
Soyouz 1 constitue le tout premier vol du programme spatial soviétique Soyouz (en russe Союз, Union). Le vaisseau a été placé sur orbite le 23 avril 1967 avec à son bord le cosmonaute Vladimir Komarov.
Il était initialement prévu qu'il soit rejoint le lendemain par Soyouz 2, occupé par trois hommes, puis que deux d'entre eux reviennent sur Terre avec lui à bord de Soyouz 1, au terme d'une sortie extravéhiculaire entre les deux vaisseaux. Mais à la suite d'une série de dysfonctionnements, le décollage de Soyouz 2 a été annulé et le vol Soyouz 1 écourté. Qui plus est, après une rentrée dans l'atmosphère mouvementée, le parachute de la capsule s'est mis en torche et celle-ci s'est écrasée sur Terre, provoquant la mort de son passager.
Soyouz 1 constitue le tout premier accident mortel survenant lors d'un vol spatial. Les objectifs de la mission ainsi que les circonstances de l'accident resteront ignorées durant de longues années, avant d'être finalement révélés, avec la Glasnost, politique de transparence amorcée par les Soviétiques à la fin des années 1980.

## Équipage
- Vladimir Komarov
- Doublure :  Youri Gagarine[2]

## Paramètres de la mission
- Périgée : 197 km
- Apogée : 223 km
- Période : 88.7 minutes
- Inclinaison : 51° 40'

## Objectifs et contexte
L'objectif principal est de tester un nouveau type de vaisseau spatial, après les programmes Vostok et Voskhod.

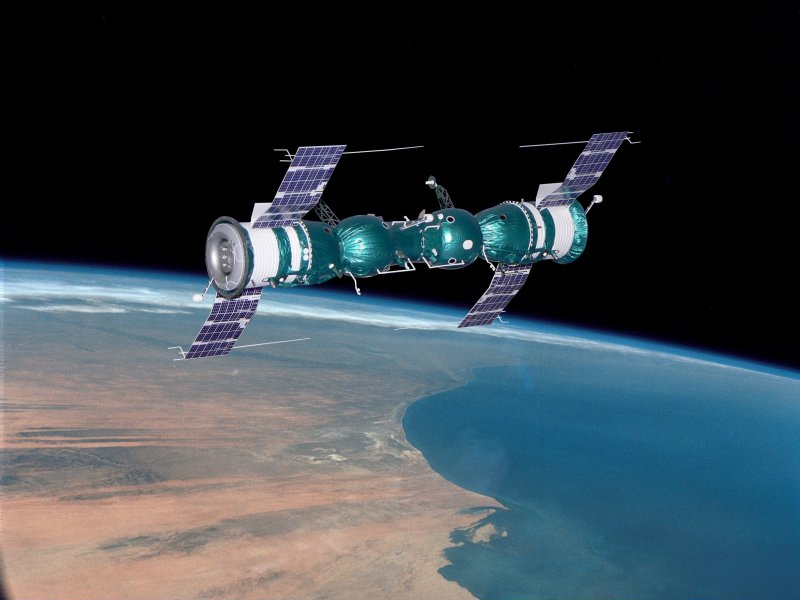
Deux Soyouz amarrés l'un à l'autre (image d'artiste)

Le nouveau programme a été officiellement décidé dès le 21 mars 1963, soit pendant le déroulement des vols Vostok, et a pour nom Soyouz (Union), allusion à la fois à l'Union soviétique et au fait que le nouveau vaisseau doit être capable d'en retrouver d'autres sur orbite et de s'unir à eux, en premier lieu à une station orbitale.
En 1965, Serguei Korolev, fondateur du programme spatial soviétique et principal concepteur du Soyouz, propose un rendez-vous entre deux Soyouz, avec transfert d'un cosmonaute d'un vaisseau à l'autre, par sortie extravéhiculaire.
La mise en place du projet va nécessiter plus de temps que prévu : alors que, dans le cadre du programme Gemini, les États-Unis envoient dix cabines biplaces entre mars 1965 et novembre 1966, multipliant de nombreux records (rendez-vous spatiaux et amarrages, sorties extravéhiculaires, séjours de longue durée...)
Alors que deux ans se sont écoulés sans qu'aucun cosmonaute ne prenne le chemin de l'espace, ils sont décidés à revenir brillamment dans la course.

## Désignation des équipages
En août 1965, alors qu'un troisième vol Voskhod est programmé, commandé par Boris Volynov et devant durer deux semaines, le général Nikolaï Kamanine désigne les cosmonautes susceptibles de participer aux deux premiers vols Soyouz :
- Vladimir Komarov, Youri Gagarine, Andrian Nikolaïev et Valeri Bykovski (tous vétérans) comme commandants de bord ;
- Lev Demine, Iouri Artioukhine, Piotr Kolodine et Alexandre Matinchenko (tous novices, sélectionnés en janvier 1963) comme ingénieurs de bord.
Mais Korolev veut imposer des ingénieurs de l'OKB-1 à la place des ingénieurs de l'armée de l'air.
Qui plus est, les responsables du programme des vols habités sont divisés entre la poursuite du programme Voskhod et le démarrage du programme Soyouz. Le 14 janvier 1966, deux jours après que Korolev décède au cours d'une opération chirurgicale, l'équipage Volynov-Chonine s'entraîne pour le vol Voskhod 3, programmé pour le mois suivant. Le successeur de Korolev, Vassili Michine, fait finalement annuler la mission, laquelle est remplacée par Cosmos 110, emportant deux chiens dans l'espace et les ramenant sur Terre une vingtaine de jours plus tard. Il se concentre alors sur le programme Soyouz.
Le 12 mars, les équipages des deux premiers Soyouz sont désignés : Komarov sur Soyouz 1 (avec Gagarine comme doublure) et Bykowski et Khrounov sur Soyouz 2 (avec Nikolaïev et Gorbatko comme doublures) ; Khrounov et Gorbatko s'entraînant pour la sortie extravéhiculaire. Dans le courant de l'année, il est décidé que l'équipage de Soyouz 2 ne comportera pas deux mais trois cosmonautes et que la sortie sera effectuée par deux d'entre eux.
En mai, un groupe de sept ingénieurs civils vient renforcer le contingent des cosmonautes et, en septembre, quatre d'entre eux sont retenus pour participer à la sortie de Soyouz 2 vers Soyouz 1 : Alekseï Ielisseïev, Valeri Koubassov, Vladislav Volkov et Gueorgui Gretchko.
Un prototype du Soyouz est testé le 28 novembre (Cosmos 133) puis un second, le 7 février 1967 (Cosmos 140). Bien que ces vols n'aient pas été des réussites complètes, le projet est maintenu pour avril 1967. Les équipages sont ainsi constitués :
- Soyouz 1 : Komarov (doublure Gagarine)
- Soyouz 2 : Bykowky, Khrounov et Elissev (doublures : Nikolaïev, Gorbatko, et Koubassov).

## Déroulement
Le lancement a lieu de nuit, à 3 h 35 min, heure de Moscou. La radio soviétique mentionne qu'un second vaisseau sera mis en orbite le lendemain, et des rumeurs évoquent la participation de sept cosmonautes pour l'expérience, sans préciser le nombre de vaisseaux mis en jeu. Le terme nouveau de « Cosmonef » employé par les Soviétiques pour désigner le nouveau Soyouz et l'inclinaison de l'orbite (51° 40') qui est celle de l'orbite d'attente des Luna avant leur élancement vers la Lune alimentent les spéculations des médias occidentaux qui surestiment la capacité du Soyouz.
À bord de Soyouz 1, les problèmes commencent peu après le lancement, lorsqu'un des panneaux solaires refuse de se déplier, provoquant un manque de puissance pour le système du vaisseau. À cela s'ajoutent des problèmes avec les détecteurs d'orientation, qui compliquent sa manœuvrabilité. Il est un moment envisagé que Komarov répare le panneau défaillant de Soyouz 1 durant la sortie prévue, mais en raison d'une météo défavorable à Baïkonour le lancement de Soyouz 2 est annulé et le retour de Soyouz 1 est anticipé.

Dessin du Soyouz utilisé par Komarov.

Mais d'autres problèmes interviennent sur Soyouz 1, concernant d'une part l'orientation du vaisseau, d'autre part les liaisons radio avec le sol : celles-ci sont interrompues entre la septième et la treizième orbite. Lorsqu'elles reprennent, le retour est prévu à la dix-septième orbite. En raison de difficultés croissantes, Komarov reporte le retour à la dix-neuvième orbite.
La cabine amorce finalement sa descente mais le parachute principal reste coincé dans son conteneur, à cause de la défaillance d'un capteur de pression. Et quand le parachute de secours est activé (manuellement), il s'enroule autour du parachute de freinage, lequel n'a pas été largué comme prévu.
La cabine touche le sol à la vitesse de 35 à 40 mètres par seconde et Komarov meurt sur le coup. Qui plus est, le choc provoque l'explosion de moteurs à poudre et la capsule est en grande partie détruite par le feu.
Ce vol constitue le tout premier accident mortel dans l'histoire des vols spatiaux mais il intervient trois mois après une autre tragédie : l'incendie à Cap Canaveral de la cabine Apollo 1, lors d'un entraînement au sol, et la mort de ses trois occupants : Virgil Grissom, Edward White et Roger Chaffee.

## Les suites de la mission
Une commission d'enquête ordonnera un certain nombre de modifications sur le vaisseau et le report des vols habités.
Le 30 octobre 1967, deux vaisseaux de type Soyouz, mais appelés Cosmos 186 et 188 (en), s'accoupleront de façon télécommandée.
Youri Gagarine, qui était la doublure de Komarov sur Soyouz 1 et qui était devenu une icône pour avoir effectué le tout premier vol spatial, sera écarté du programme, ses responsables ne voulant pas prendre le risque qu'il périsse lors d'un vol ultérieur. Mais le 27 mars 1968, soit près d'un an après la tragédie de Soyouz 1, il trouvera la mort lors d'un accident d'avion, dans des circonstances non entièrement révélées.
En avril 1968, la performance de Cosmos 186 et 188 sera rééditée avec Cosmos 212 et 213. Et le 28 août, un Soyouz modifié consécutivement aux recommandations de la commission d'enquête effectuera sans encombre un vol de quatre jours sous l'étiquette Cosmos 238.
Les cosmonautes soviétiques ne reprendront le chemin de l'espace qu'en octobre 1968 (comme du reste leurs homologues américains) : le 25, Soyouz 2 partira inoccupé mais, 24 heures plus tard, Gueorgui Beregovoï décollera à bord de Soyouz 3, réussissant deux rendez-vous avec Soyouz 2 sans toutefois parvenir à s'y amarrer.
Finalement, la mission que devaient réaliser les équipages de Soyouz 1 et 2 sera tentée et réussie en janvier 1969 par ceux de Soyouz 4 et Soyouz 5.